# Pijl (wapen)

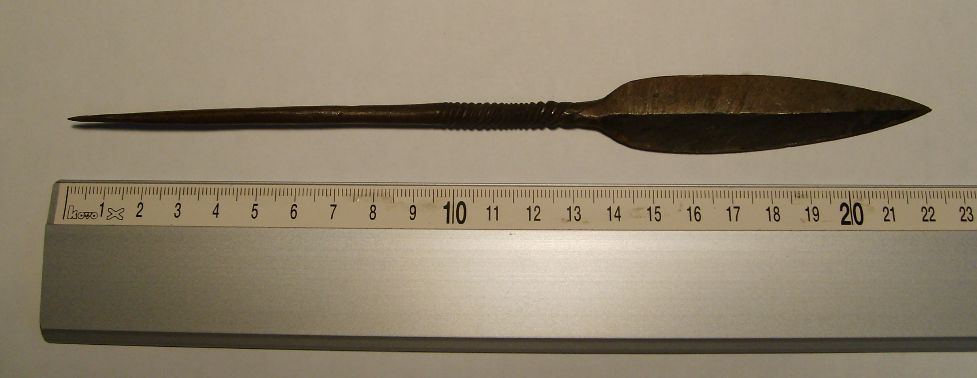
Stalen pijlpunt zoals ook nu nog gemaakt wordt in Oost Afrika. Het ronde deel wordt tot en met het schroefdraadgedeelte in de schacht van de pijl gedraaid.

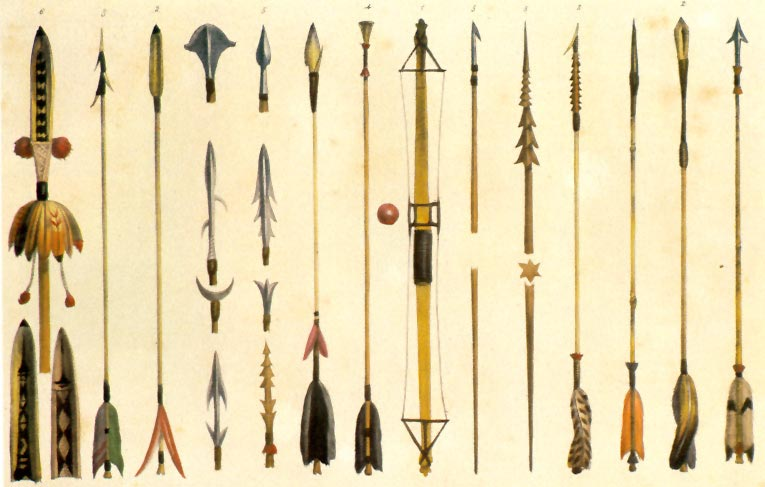
Pijlen uit Zuid-Amerika, collectie uit 1834 van Jean Baptiste Debret

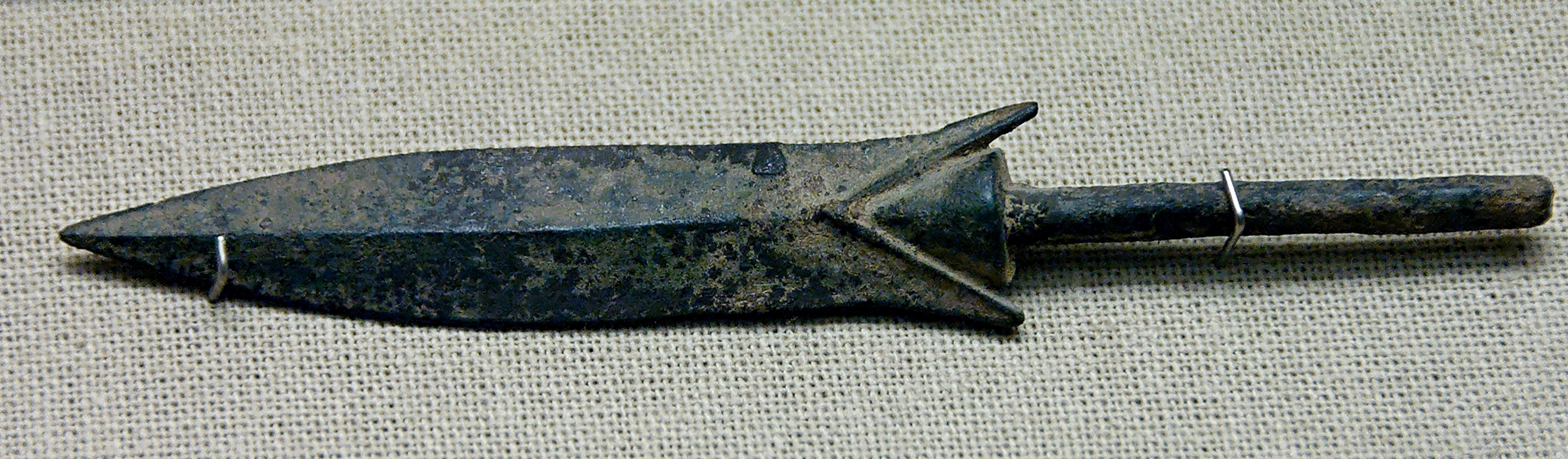
Bronzen pijlpunt met kleine weerhaken, 4e eeuw v.Chr., vindplaats Olynthos, Chalcidice

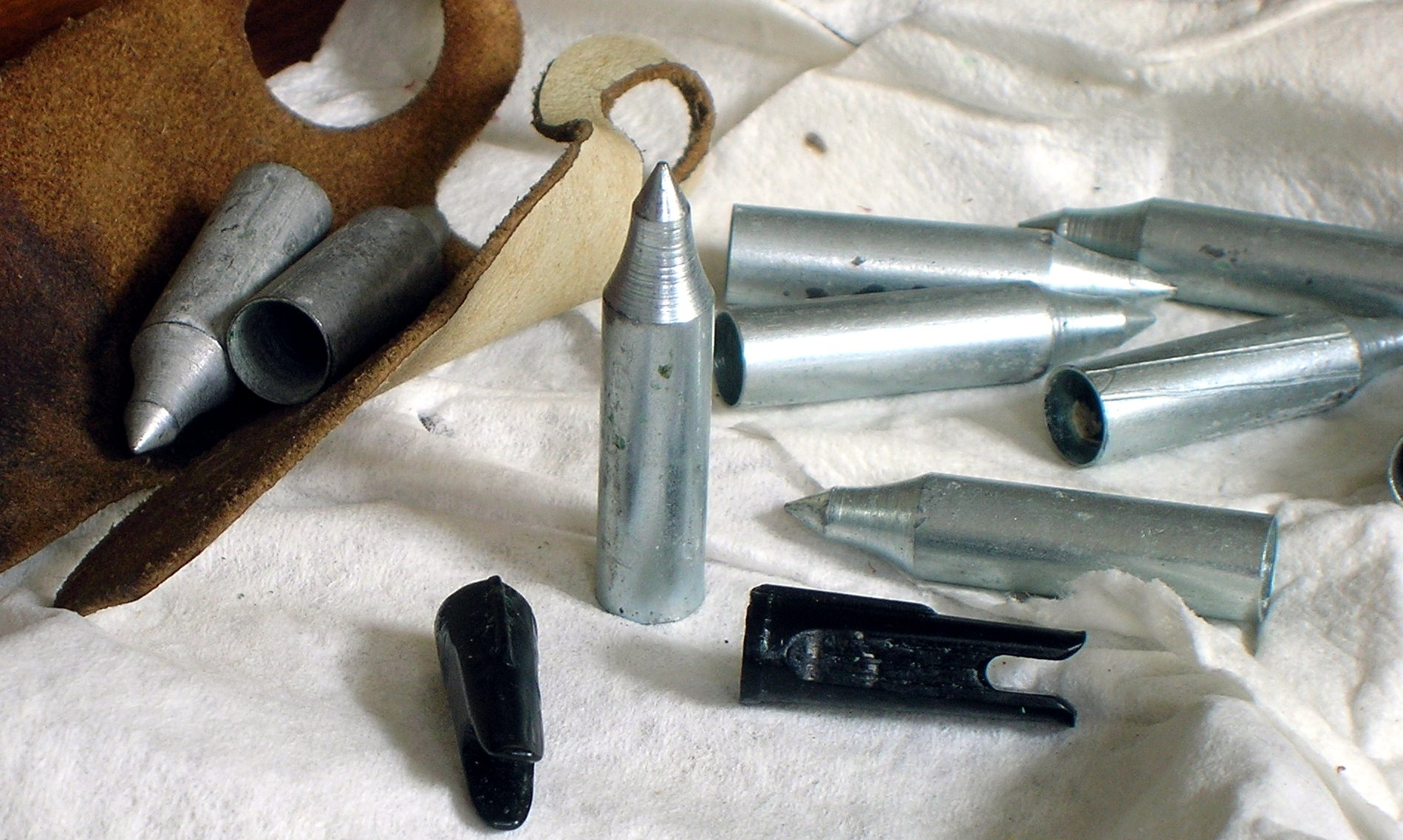
Moderne pijlpunten en kepen. Op de achtergrond ligt een ankertab, een vingerbeschermer.

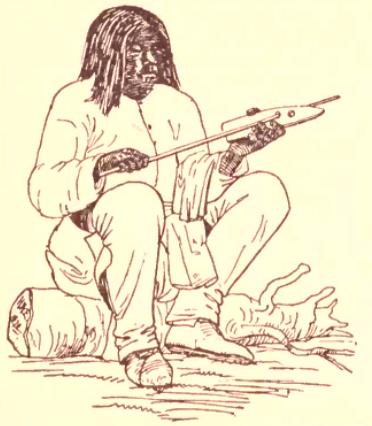
Shoshone-man maakt een pijlschacht recht

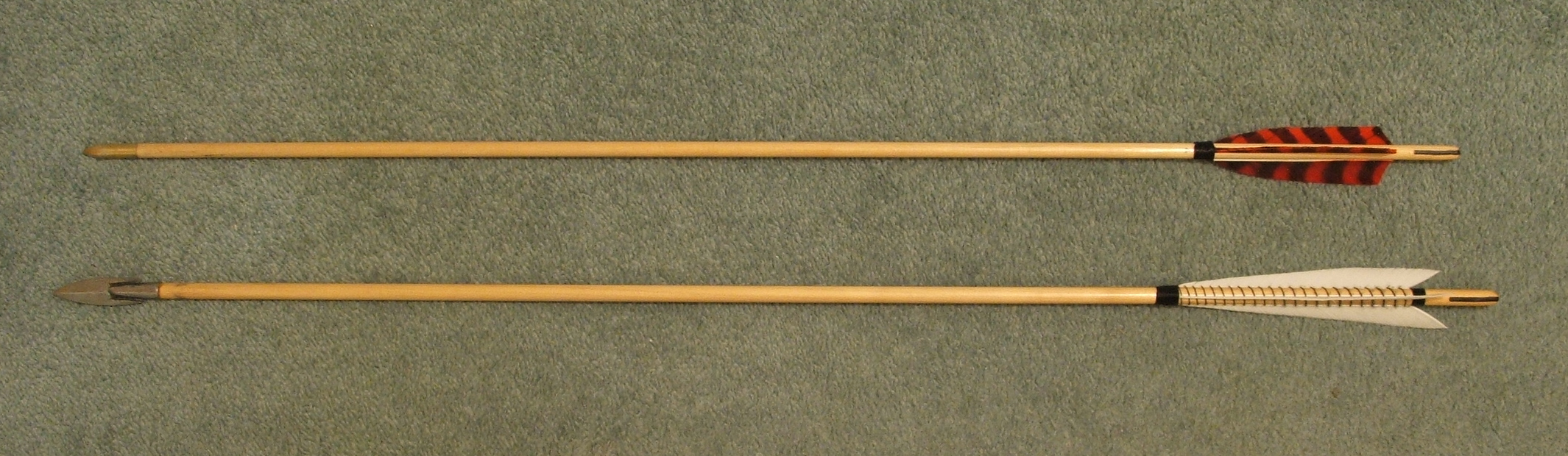
Boven: een moderne sportpijl met bronzen punt en schildvormige veer. Onder: een replica van een middeleeuwse pijl met handgesneden veer. De brede punt is bedoeld om grote wonden en bloedingen te veroorzaken.

Een pijl is gewoonlijk het onderdeel van een pijl-en-boog dat wordt weggeschoten, maar er zijn ook werppijlen en speciale types voor blaaspijpen en nog veel meer varianten, zie Andere pijlen.
Pijlen zijn in de loop van de eeuwen in allerlei vormen en van uiteenlopende materialen gemaakt. Voor de constructie werden klemverbindingen, lijm of dun bindmateriaal gebruikt, al dan niet in combinatie. Aangezien de schutter belang had bij het gelijk presteren van al zijn pijlen, vereiste het maken van pijlen veel aandacht voor detail. De pijl die in de boog gezet wordt, bestaat uit drie hoofdonderdelen: punt, schacht en bevedering. Van oude pijlen zijn vrijwel alleen de punten teruggevonden, omdat die vaak uit duurzaam materiaal gemaakt werden.

## Typen pijlen
Er zijn allerlei soorten projectielen die onder de term "pijl" kunnen vallen en voor verschillende doeleinden werden of worden gebruikt. Zo zijn er pijlen met en zonder weerhaken, scherp of stomp, met stenen, benen, ivoren, schelpen, bronzen of ijzeren punten. Er waren brandpijlen (niet te verwarren met moderne vuurpijlen), vergiftigde pijlen, fluitende pijlen als signaalgevers en pijlen voor het overbrengen van geschreven boodschappen. Men kan ook visserij bedrijven met pijl en boog, eventueel met een lijn.

## Materiaal en constructie
De indeling in drie onderdelen komt overeen met een indeling naar functie, daarom is deze ook zinvol wanneer de drie delen eventueel uit een stuk vervaardigd zijn.

### Punt
Voor een stabiele vlucht moet de punt verzwaard zijn om het zwaartepunt naar voren te brengen, en voor gebruik als wapen moet de punt scherp en hard zijn. Voor vorm en afmeting moest altijd een compromis gevonden worden tussen de aerodynamische eigenschappen van de punt en de noodzaak om het doel dodelijk te treffen of zwaar te verwonden. In de prehistorie werden pijlpunten van vuursteen of obsidiaan gemaakt. Beide hebben het voordeel dat ze gemakkelijk scherpe kanten vormen: van vuursteen werden met een puntig gereedschap scherpe scherven afgeslagen, obsidiaan heeft van nature scherpe kanten door zijn kristalrooster. Verder werden ook botsplinters of doorns van planten gebruikt, of werd eenvoudigweg de pijlschacht scherp geslepen. In latere tijden werd brons en ijzer gebruikt; metalen konden door smeden en gieten nauwkeuriger vormgegeven worden dan steen, en waren gemakkelijker in grote hoeveelheden te maken. Voor een groter effect werd de pijlpunt soms in pijlgif gedoopt of van weerhaken voorzien.

### Schacht
Vroeger werden pijlschachten van allerlei materialen gemaakt, zoals riet, bamboe en hout, tegenwoordig van aluminiumlegeringen, vezelversterkte kunststofcomposieten of aluminiumcomposieten. Ook hout met een fijne en regelmatige structuur wordt nog steeds gebruikt: soorten zoals beukenhout en het taaie essenhout die zeer goed in vorm te buigen zijn, en esdoorn, dennen en ceder die licht van gewicht en makkelijk te bewerken zijn.
Achter in de schacht wordt een keep gemaakt die zeer licht op de boogpees moet klemmen. Tegenwoordig wordt de keep met kunststof bekleed om gemakkelijk te glijden. De schacht wordt, net als de punt, soms van weerhaken voorzien. De lengte van de schacht is aangepast aan die van de gebruiker, want een boog is het effectiefst als hij zo ver gespannen kan worden dat de schutter met de spannende arm zijn borst kan raken, terwijl de andere arm gestrekt is. De pijl moet zo lang zijn als de afstand die dan gemeten wordt tussen beide handen. In de praktijk wordt de helft van de lengte van de schutter vaak als maat genomen. Toch zijn er ook veel kortere pijlen gebruikt met een geleider die aan de boog of de pols van de schutter bevestigd werd. Vanwege het lagere gewicht en de dunnere doorsnede reiken zulke pijlen althans in theorie verder dan grote pijlen, ondanks de weerstand van de geleider. Bogen met een grotere spankracht vereisen stijvere pijlen dan lichtere bogen, maar een stugge pijl is niet beter: de spankracht van de boog en de stugheid van de pijl moeten op elkaar afgestemd zijn, omdat de pijl zich bij het afschieten, overdreven gezegd, wat om de boog heen moet krullen. Zonder dat effect, dat bekendstaat als de boogschuttersparadox, zou de boog de pijl uit de koers drukken. Alleen bij moderne bogen speelt dit geen rol: die laten dankzij de nieuwste techniek een uitsparing voor de pijl, zodat deze niet excentrisch gelanceerd wordt. Voor alle pijlen geldt wel de eis van gelijkmatige buiging: als bij een buigtest druk uitgeoefend wordt op het midden van de pijl, dan moet de buiging over de hele lengte gelijk zijn.

### Bevedering
De bevedering of veer dient om grote luchtwervelingen achter de pijl te voorkomen die de pijl een fladdervlucht zouden geven. Wat de veer in feite doet, is het opbreken van volumineuze wervelingen in kleinere, minder krachtige wervels, een principe dat ook gebruikt wordt bij staartvinnen van raketten en granaten, en bij spoilers die achterop auto's gemonteerd zijn. Soms wordt de veer schuin of kurketrekkervormig op de schacht bevestigd, zodat de langsstromende lucht de pijl in draaiing brengt en zo een gyroscopisch effect veroorzaakt, wat een stabielere vlucht geeft. Een dergelijke pijl kan ook zwaardere verwondingen toebrengen.
Voor de bevedering waren slagpennen of staartveren van vogels een voor de hand liggende keus. Veren van ganzen en kalkoenen werden gebruikt, maar een conisch plukje kapok van de Zuid-Amerika kapokvrucht voldeed goed voor gebruik in blaaspijpen. Voor een normale pijl is zo'n conische vorm niet zonder meer bruikbaar vanwege de noodzaak van een keep voor de boogpees. Ook staartvinnen van hout of stug boomblad konden als bevedering dienen. Tegenwoordig wordt dun kunststof gebruikt en soms wegwerpscheermesjes ter wille van een lage luchtweerstand. Dit kan alleen bij pijlen met een stabiele vlucht. Pijlen die door onregelmatigheden of constructiedetails een minder zuivere baan hebben, profiteren juist van een bevedering met enige luchtweerstand: de zo opgewekte trekkracht aan de achterkant van de pijl werkt stabiliserend. Om de pijl in dwarsrichting en in de hoogte te stabiliseren zijn minstens drie veren nodig, die op 120° van elkaar geplaatst worden. Een daarvan is de indexveer, een soms iets langere veer die haaks op de keep staat, en die, bij het plaatsen van de pijl op de pees, van de boog vandaan gericht is. Zo blijft de bevedering bij het afschieten zo veel mogelijk vrij van de boog. Bij gebruik van vier veren worden deze niet op gelijke hoeken geplaatst, eveneens om de veren vrij te houden. De veren staan dan paarsgewijs tegenover elkaar, maar de paren snijden elkaar onder een hoek van bijvoorbeeld 70°.

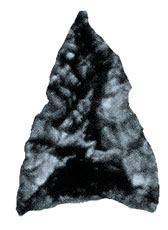
Pijlpunt uit obsidiaan, van Noord-Amerikaanse Indianen. Obsidiaan verweert snel, vandaar de onregelmatigheden.

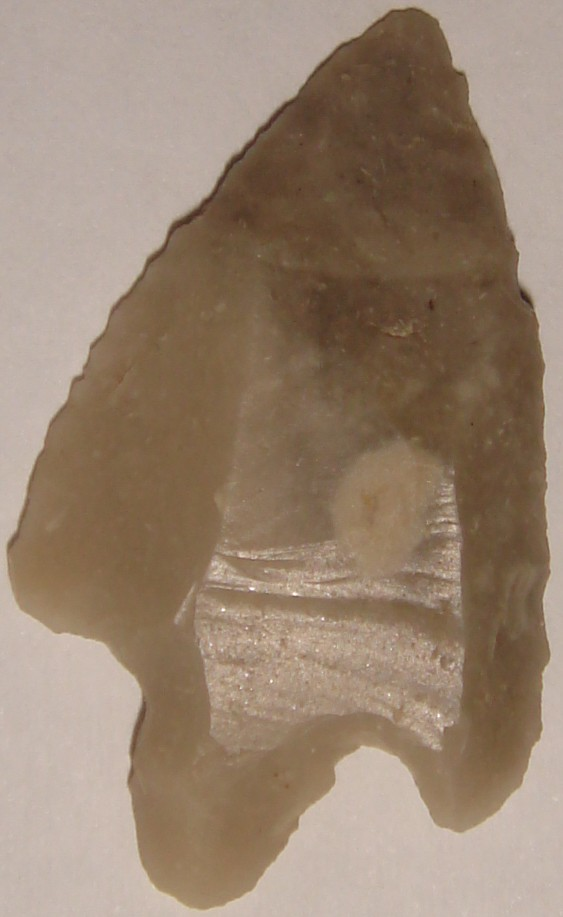
Vermoedelijk vuurstenen pijlpunt uit de jonge steentijd, Bretagne

### Vervaardiging, herstel en hergebruik
In de voorindustriële tijd was het maken van pijlen iets dat vakmanschap vereiste. Om een goede trefkans te geven moesten de pijlen zo veel mogelijk een identieke vlucht hebben, wat grote kennis en aandacht voor detail vereiste bij de maker, aangezien er nog geen gestandaardiseerde materialen beschikbaar waren. Tegelijk was de pijl een verbruiksproduct, zodat de pijlmaker handig en snel moest kunnen werken. Een zeer goed gemaakte pijl was dan ook een gewaardeerd bezit, dat zich onderscheidde van gewone pijlen. Wie een pijl verschoot die een bijzonder goede vlucht had, deed dan ook aanzienlijke moeite om hem terug te vinden en kleine beschadigingen te herstellen. Ook pijlpunten werden hergebruikt.

## Andere pijlen
Zie het artikel boogschieten voor de pijlen die in gebruik zijn voor sport. Ook zijn er pijlen die speciaal geschikt zijn om in de blaaspijp (wapen) gebruikt te werden. Deze werden wel van dikke palmbladnerven gemaakt. Van een heel andere orde zijn de papieren pijltjes die kinderen voor het spelletje pijltjes schieten gebruiken. Verder zijn er werppijlen, vooral bekend als darts voor sportgebruik en als harpoenen, die ook wel tot de werpsperen gerekend kunnen worden. Deze waren vaak door een lijn verbonden met de schutter, en werden doorontwikkeld om in vuurwapens gebruikt te worden. Verder zijn kogels en ook pantserdoorborende granaten in feite moderne interpretaties van de pijl.
De pijl wordt, door er langs te kijken, gericht op het voorwerp dat hij moet treffen. Dit is dan ook de reden dat de pijl ook als symbool (→ ← ↓ ← enz.) wordt gebruikt om een aanwijzing of richting te geven.